# Eugenio Montejo

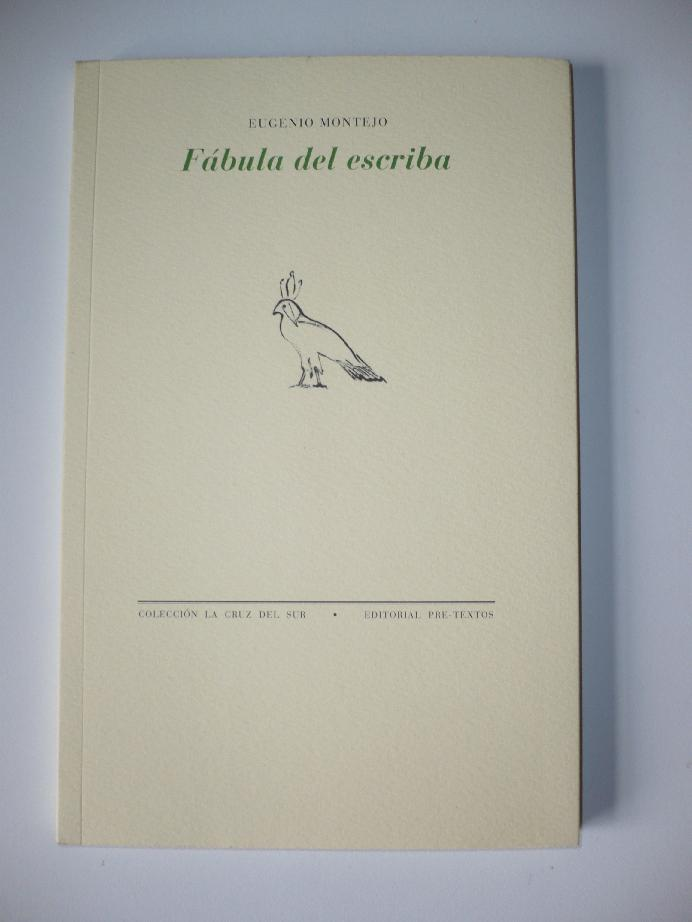
Tomik poezji Eugenio Montejo

Eugenio Montejo (ur. 18 listopada 1938 w Caracas, zm. 5 czerwca 2008 w Valenci) – wenezuelski poeta

## Publikacje
- Elegos (1967)
- Muerte y memoria (1972)
- Algunas palabras (1977)
- Terredad (1978)
- Trópico absoluto (1982)
- Alfabeto del mundo (1986)
- Adiós al Siglo XX (1992)
- Chamario (2003, para niños)

## Eseje
- La ventana oblicua (1974)
- El taller blanco (1983)
- El cuaderno de Blas Coll (1981)